# 108. oklepni konjeniški polk (ZDA)
Za druge 108. polke glejte 108. polk.
108. oklepni konjeniški polk (angleško 108th Armored Cavalry Regiment) je bil oklepni konjeniški polk Kopenske vojske Združenih držav Amerike.